# SK Pardubice
SK Pardubice – czechosłowacki klub piłkarski, mający siedzibę w mieście Pardubice w środkowej części kraju, istniejący w latach 1899–1960.

## Historia
Chronologia nazw:
- 1899: SK Pardubice (Sportovní klub Pardubice)
- 1948: MZK Pardubice (Městský zaměstnanecký klub Pardubice)
- 1948: JTO Sokol MZK Pardubice (Jednotná tělovýchovná organisace Sokol Městský zaměstnanecký klub Pardubice)
- 1949: ZSJ ČSSZ Pardubice (Závodní sportovní jednota Československé spojené závody Pardubice)
- 1953: DSO Tatran Pardubice (Dobrovolná sportovní organisace Tatran Pardubice)
- 1960: klub rozformowano – po fuzji ze Spartakiem Tesla Pardubice

Piłkarski klub SK Pardubice został założony w Pardubicach w 1899 roku. W 1901 klub został członkiem nowo utworzonego Czechosłowackiego Związku Piłki Nożnej. Bardzo szybko się jednym z najlepszych klubów. W 1912 roku startował w pierwszych nieoficjalnych mistrzostwach Czech i Moraw. Rozgrywki zakończył na ostatnim 8.miejscu w grupie A.
Klub nie miał statusu zawodowego, w związku z tym po zorganizowaniu w 1925 roku pierwszych oficjalnych mistrzostw Czechosłowacji nie uczestniczył w rozgrywkach 1. asociační ligi, a nadal walczył w turniejach regionu Východočeskiego. Od 1931 roku grał w nowo wybudowanym sportowym stadionie im.Masaryka. W 1934 wygrał regionalny turniej i awansował do 2. ligi. W sezonie 1936/1937 najpierw zwyciężył w grupie, a potem w turnieju kwalifikacyjnym razem ze Slezská Ostrawa zdobył awans do najwyższej ligi czechosłowackiej. W sezonie 1937/38 debiutował w Státní liga. Klub występował w najwyższej klasie rozgrywkowej do pierwszego powojennego sezonu 1945/46. Największym sukcesem było trzecie miejsce, którym udało się dotrzeć klub trzy kolejne sezony w 1938/39, 1939/40, 1940/41.
Po zakończeniu sezonu 1945/46 zespół spadł do 2. ligi. W 1948 roku jako MKZ Pardubice walczył w barażach z ATK Praha o powrót do najwyższej ligi, ale został pokonany w trzech meczach. Klub zmienił nazwę w 1948 na Sokol MZK Pardubice, a w 1949 na ČSSZ Pardubice. W 1953 przyjął nazwę Tatran Pardubice. 1 stycznia 1960 klub zaprzestał istnieć po połączeniu ze Spartakiem Tesla Pardubice.

## Sukcesy

### Trofea międzynarodowe
Nie uczestniczył w rozgrywkach europejskich (stan na 31-05-2016).

### Trofea krajowe
| \| \| Zdobyte trofea w rozgrywkach Czechosłowacji (stan na: 31-03-2017) \| |                                                                   |      |                           |
| Rozgrywki                                                                  | Osiągnięcie                                                       | Razy | Sezon(y)                  |
| · Mistrzostwo                                                              | I miejsce                                                         | 0    |                           |
| · Mistrzostwo                                                              | II miejsce                                                        | 0    |                           |
| · Mistrzostwo                                                              | III miejsce                                                       | 3    | 1938/39, 1939/40, 1940/41 |
| Puchar                                                                     | zdobywca                                                          | 0    |                           |
| Puchar                                                                     | finalista                                                         | 0    |                           |
| II liga                                                                    | I miejsce                                                         | 0    |                           |
| II liga                                                                    | II miejsce                                                        | 0    |                           |
| II liga                                                                    | III miejsce                                                       | 0    |                           |
| Czechosłowacja                                                             | Zdobyte trofea w rozgrywkach Czechosłowacji (stan na: 31-03-2017) |      |                           |

## Stadion
Klub rozgrywał swoje mecze domowe na stadionie Letním w Pardubicach, który może pomieścić 15000 widzów.